# Fernmeldeturm Fulda (Hummelskopf)

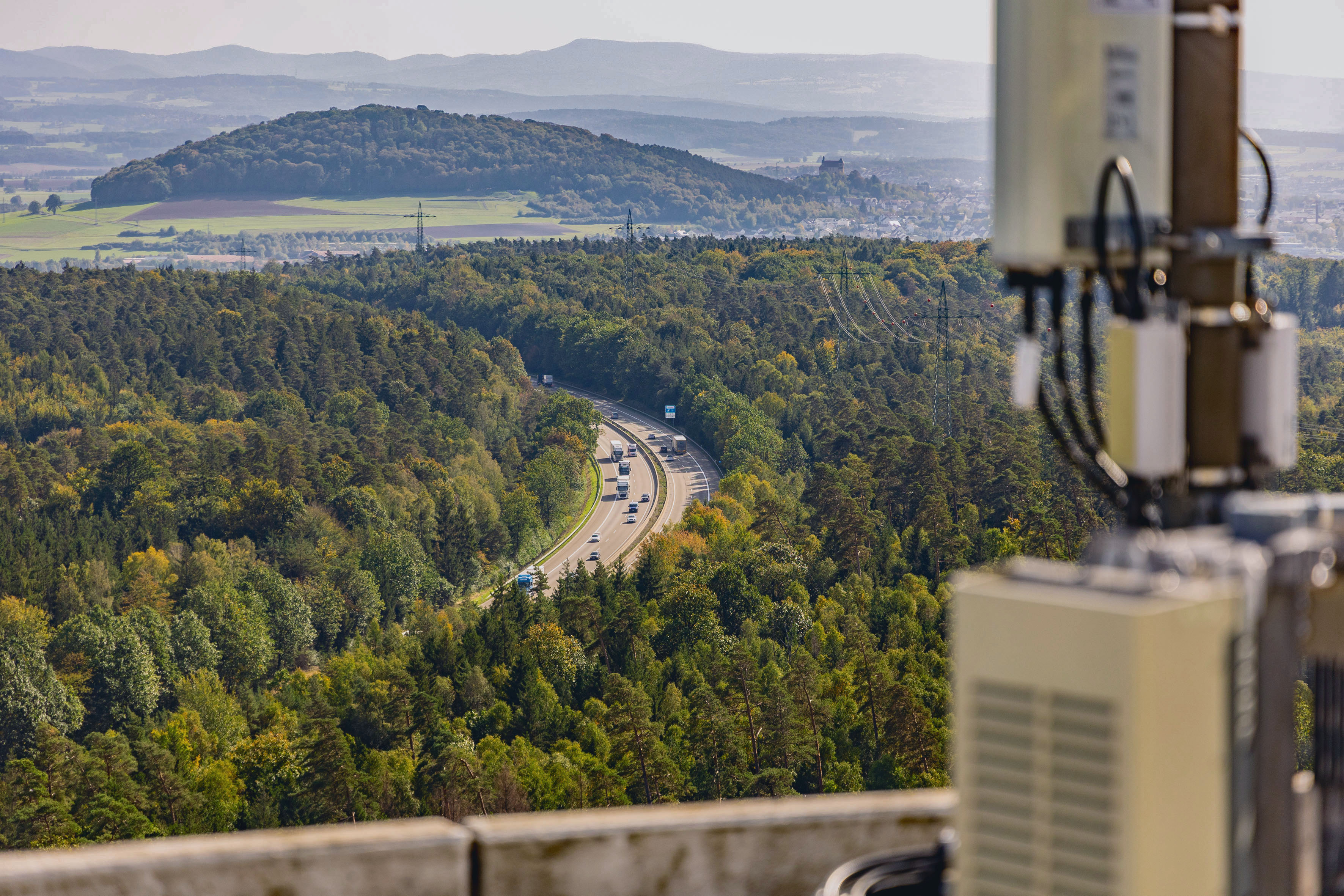
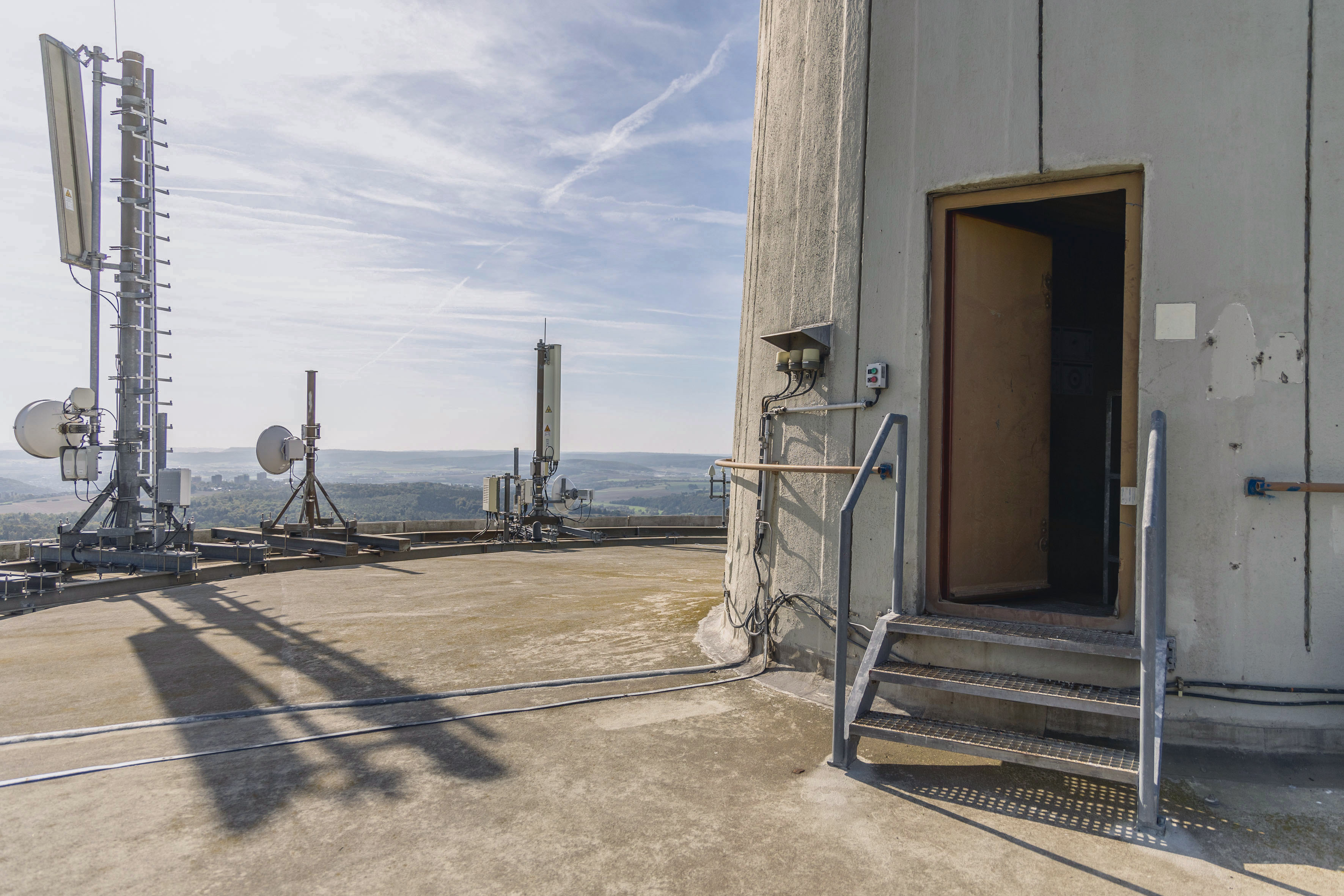
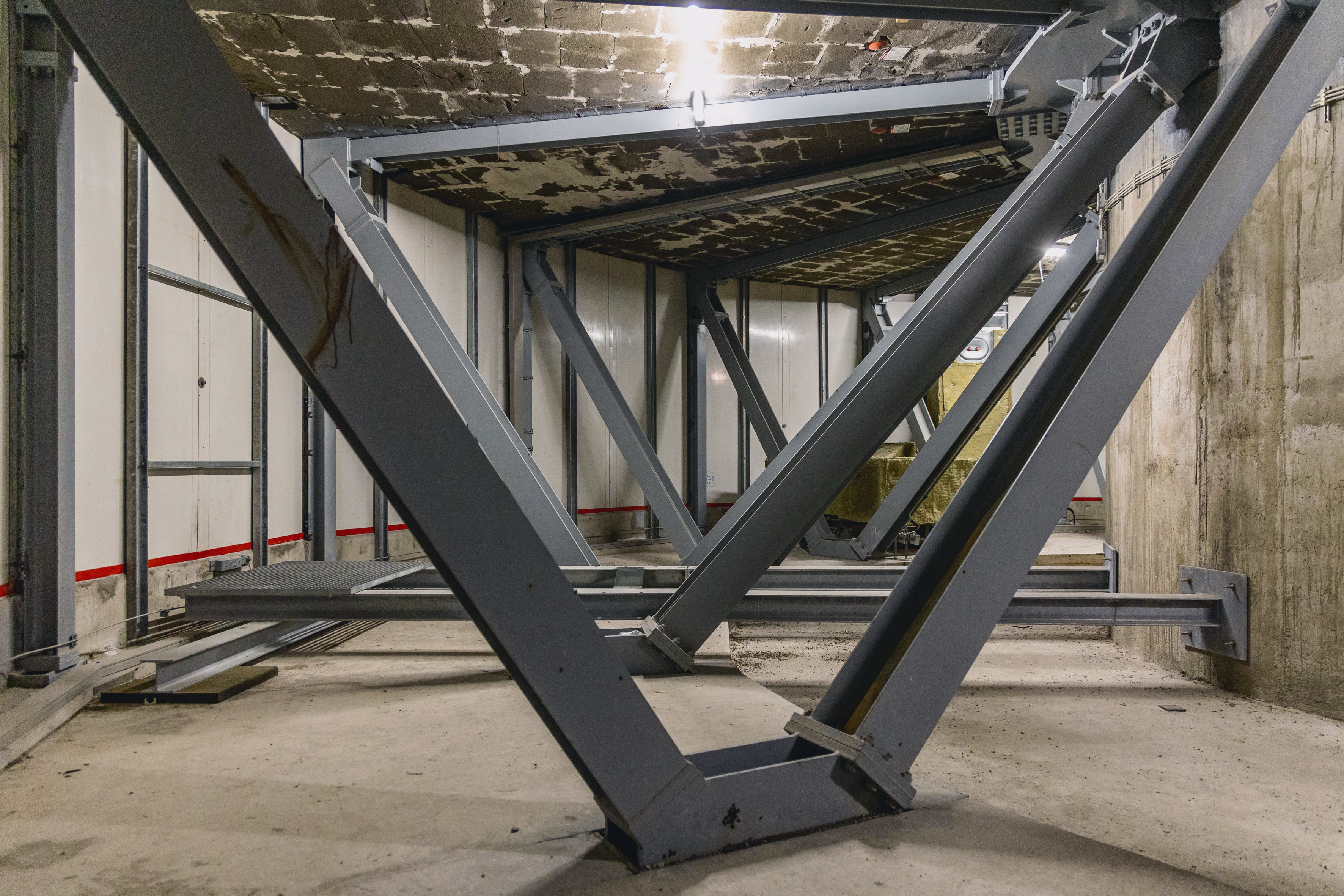
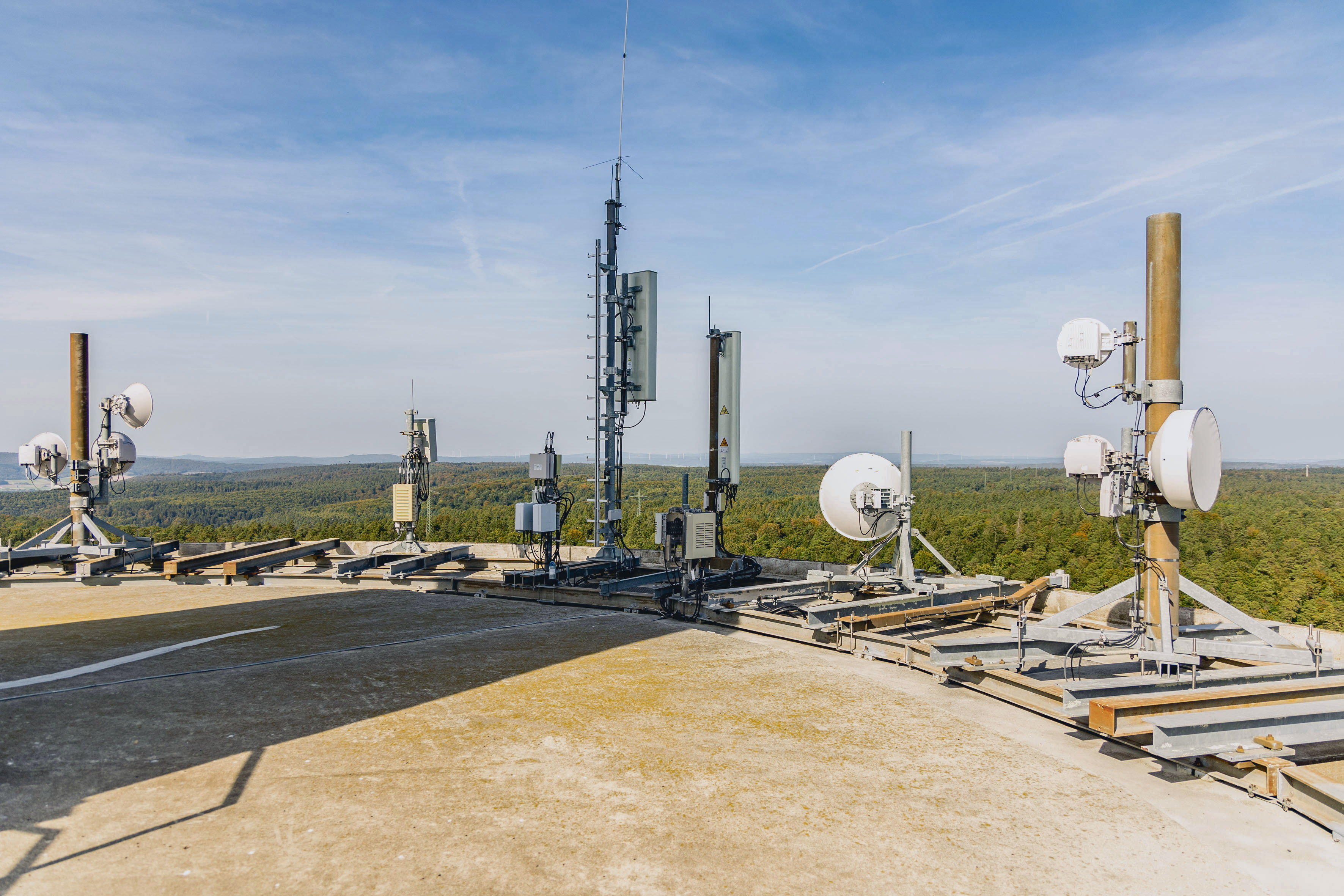

Der Fernmeldeturm Fulda ist eine Sendeanlage auf dem 420 m ü. NHN hohen Hummelskopf bei Fulda-Dietershan im Landkreis Fulda. Dort betreibt die Deutsche Telekom seit 1977 einen 128 m hohen Sendeturm der Typenreihe FMT12 für DAB, Mobilfunk und Richtfunk.

## Frequenzen und Programme

### Digitales Radio (DAB)
DAB wird in vertikaler Polarisation und im Gleichwellenbetrieb mit anderen Sendern seit 12. Juni 2012 ausgestrahlt.
| Block                       | Programme (Datendienste) | ERP (kW) | Antennen- diagramm rund (ND), gerichtet (D) | Polarisation horizontal (H)/ vertikal (V) | Gleichwellennetz (SFN) |
| --------------------------- | --- | -------- | ------------------------------------------- | ----------------------------------------- | --- |
| 5C DRDeutschland (D__00188) | DAB+ Block der Media Broadcast: - Absolut relax (72 kbps) - Dlf (104 kbps) - Dlf Kultur (112 kbps) - Dlf Nova (104 kbps) - DRadio DokDeb (48 kbps) - Energy Digital (72 kbps) - ERF Plus (64 kbps) - Klassik Radio (72 kbps) - Radio Bob (72 kbps) - Radio Horeb (48 kbps) - Radio Schlagerparadies (64 kbps) - Schwarzwaldradio (64 kbps) - sunshine live (72 kbps) - DRadio Daten (32 kbps Daten) - EPG Deutschland (16 kbps Daten) - TPEG (16 kbps Daten) - TPEG_MM (16 kbps Daten) | 3,2      | ND                                          | V                                         | - Baden-Württemberg: Aalen, Baden-Baden (Fremersberg), Bad Mergentheim, Blauen, Brandenkopf, Donaueschingen, Feldberg im Schwarzwald, Freiburg (Vogtsburg-Totenkopf), Geislingen (Oberböhringen), Großerlach (Hohe Brach), Heidelberg (Königstuhl), Heilbronn (Schweinsberg), Hochrhein (Rickenbach), Hornisgrinde, Pforzheim (Schömberg-Langenbrand), Raichberg, Ravensburg (Höchsten), Reutlingen, Stuttgart (Frauenkopf), Ulm (Kuhberg) - Bayern: Amberg (Hirschau), Aschaffenburg (Pfaffenberg), Augsburg (Hotelturm), Bad Tölz (Gaißach), Bamberg (Geisberg), Büttelberg, Brotjacklriegel, Dillberg, Grünten, Herzogstand, Hochberg (Traunstein), Hoher Bogen, Inntal (Ebbs), Ingolstadt (Gelbelsee), Kreuzberg/Rhön, Landshut (Altdorf), München (Olympiaturm), Nennslingen (Büchelberg), Nürnberg, Oberammergau, Ochsenkopf, Passau, Pfänder, Pfaffenhofen, Pfarrkirchen, Pfronten, Regensburg (Hohe Linie), Unterringingen, Untersberg, Wendelstein (Bayrischzell), Würzburg (Frankenwarte) - Berlin: Berlin (Alexanderplatz), Berlin (Scholzplatz) - Brandenburg: Bad Belzig, Booßen, Brandenburg/Havel, Calau, Casekow, Cottbus, Eisenhüttenstadt, Petkus, Pritzwalk, Templin - Bremen: Bremen (Walle), Bremerhaven-Schiffdorf - Hamburg: Hamburg (Moorfleet), Hamburg (Heinrich-Hertz-Turm) - Hessen: Bad Hersfeld (Rimberg), Biedenkopf (Sackpfeife), Fulda (Hummelskopf), Frankfurt (Europaturm), Gelnhausen (Schnepfenkopf), Gießen (Dünsberg), Großer Feldberg, Hardberg, Hohe Wurzel, Hoher Meißner, Kassel (Habichtswald), Mainz-Kastel - Mecklenburg-Vorpommern: Garz (Rügen), Güstrow, Malchin, Neubrandenburg-Süd, Rostock (Toitenwinkel), Röbel, Schwerin (Zippendorf-Gr.Dreesch), Torgelow, Wismar/Rüggow, Züssow - Niedersachsen: Aurich-Popens, Braunschweig (Broitzem), Braunschweig (Drachenberg), Cuxhaven-Stadt, Dannenberg, Göttingen (Bovenden-Osterberg), Hannover (Telemax), Lingen, Lüneburg-Neu Wendhausen, Molbergen-Peheim, Osnabrück (Bramsche-Schleptruper Egge), Hildesheim (Sibbesse), Steinkimmen, Uelzen, Visselhövede, Wilhelmshaven - Nordrhein-Westfalen: Aachen (Karlshöhe), Bielefeld (Hünenburg), Bonn (Venusberg), Dortmund (Florianturm), Düsseldorf (Rheinturm), Eggegebirge, Herscheid, Hochsauerland (Hunau), Hürtgenwald-Großhau, Köln (Colonius), Langenberg, Lügde-Rischenau (Köterberg), Minden (Jakobsberg), Münster (Fernmeldeturm), Schöppingen, Siegen-Süd, Wesel - Rheinland-Pfalz: Bad Kreuznach (Schanzenkopf), Bad Marienberg (Westerwald), Bornberg, Daun (Eifel), Edenkoben (Kalmit), Heckenbach-Schöneberg (Ahrweiler), Idar-Oberstein, Kaiserslautern, Kettrichhof, Koblenz (Kühkopf), Trier (Petrisberg) - Saarland: Merzig-Merchingen, Saarbrücken (Schoksberg) - Sachsen: Chemnitz, Dresden, Geyer, Leipzig, Löbau, Neustadt, Oschatz, Schöneck, Zwickau Ost - Sachsen-Anhalt: Brocken, Burg, Dequede, Petersberg, Pettstädt (Weißenfels), Schneidlingen, Wittenberg - Schleswig-Holstein: Bungsberg, Flensburg, Heide, Helgoland, Hennstedt, Kiel (Kronshagen), Lübeck (Stockelsdorf), Schleswig, Niebüll (Süderlügum), Westerland (Sylt) - Thüringen: Bleßberg (Sonneberg), Erfurt-Hochheim, Gera, Inselsberg, Jena (Oßmaritz), Kulpenberg, Saalfeld (Remda), Lobenstein (Sieglitzberg), Weimar (Ettersberg) |
| 6A HESSEN NORD (D__00398)   | DAB-Multiplex der Hessen Digital Radio: - bigFM Hessen (72 kbps) - Freies Radio Kassel (64 kbps) - 80er Radio Harmony (80 kbps) - Hit Radio FFH (KS) (80 kbps) - Hit Radio FFH (FD) (80 kbps) - Hit Radio FFH (GI) (80 kbps) - Oldie Antenne (72 kbps) - planet radio (80 kbps) - Radio Bollerwagen (72 kbps) - Radio Teddy (56 kbps) - Radio Unerhört Marburg (64 kbps) - Radio Vidovdan (72 kbps) - RundFunk Meißner (64 kbps) - The Wolf Hessen (72 kbps)                           | 10       | D                                           | V                                         | Biedenkopf (Sackpfeife), Fulda (Hummelskopf), Gießen (Dünsberg), Habichtswald, Hoher Meißner |
| 9B Antenne DE (D__00359)    | DAB-Block von Antenne Deutschland: - 80s80s (72 kbps) - 90s90s (72 kbps) - Absolut Bella (72 kbps) - Absolut Germany (72 kbps) - Absolut HOT (72 kbps) - Absolut Oldie (72 kbps) - Absolut TOP (72 kbps) - AIDAradio (72 kbps) - Ballermann Radio (72 kbps) - Beats Radio (72 kbps) - Brillux Radio (72 kbps) - Nostalgie (72 kbps) - Oldie Antenne (72 kbps) - RTL Radio (72 kbps) - Rock Antenne (72 kbps) - Toggo Radio (72 kbps)                                                   | 3,2      | ND                                          | V                                         | - Baden-Württemberg: Aalen, Baden-Baden (Fremersberg), Heidelberg (Königstuhl), Heilbronn (Schweinsberg), Pforzheim (Schömberg-Langenbrand), Stuttgart (Frauenkopf) - Hessen: Fulda (Hummelskopf), Frankfurt (Europaturm), Gelnhausen (Schnepfenkopf), Gießen (Dünsberg), Großer Feldberg, Hardberg, Kassel (Habichtswald), Mainz-Kastel - Nordrhein-Westfalen: Aachen (Karlshöhe), Bonn (Venusberg), Dortmund (Florianturm), Düsseldorf (Rheinturm), Herscheid, Köln (Colonius), Langenberg, Münster (Fernmeldeturm), Siegen-Süd, Wesel - Rheinland-Pfalz: Bornberg, Daun (Boverath), Koblenz (Kühkopf), Trier (Petrisberg) - Saarland: Saarbrücken (Schoksberg) |